# Garbagnate Monastero
Garbagnate Monastero (lombardul: Garbagnaa) település Olaszországban, Lombardia régióban, Lecco megyében. Lakosainak száma 2532 fő (2023. január 1.). Garbagnate Monastero Barzago, Costa Masnaga, Sirone, Bulciago és Molteno községekkel határos.

## Népesség
A település lakossága az elmúlt években az alábbi módon változott:
| Lakosok száma | 2441 | 2480 | 2532 |
|               | 2017 | 2018 | 2023 |